# PLUNA

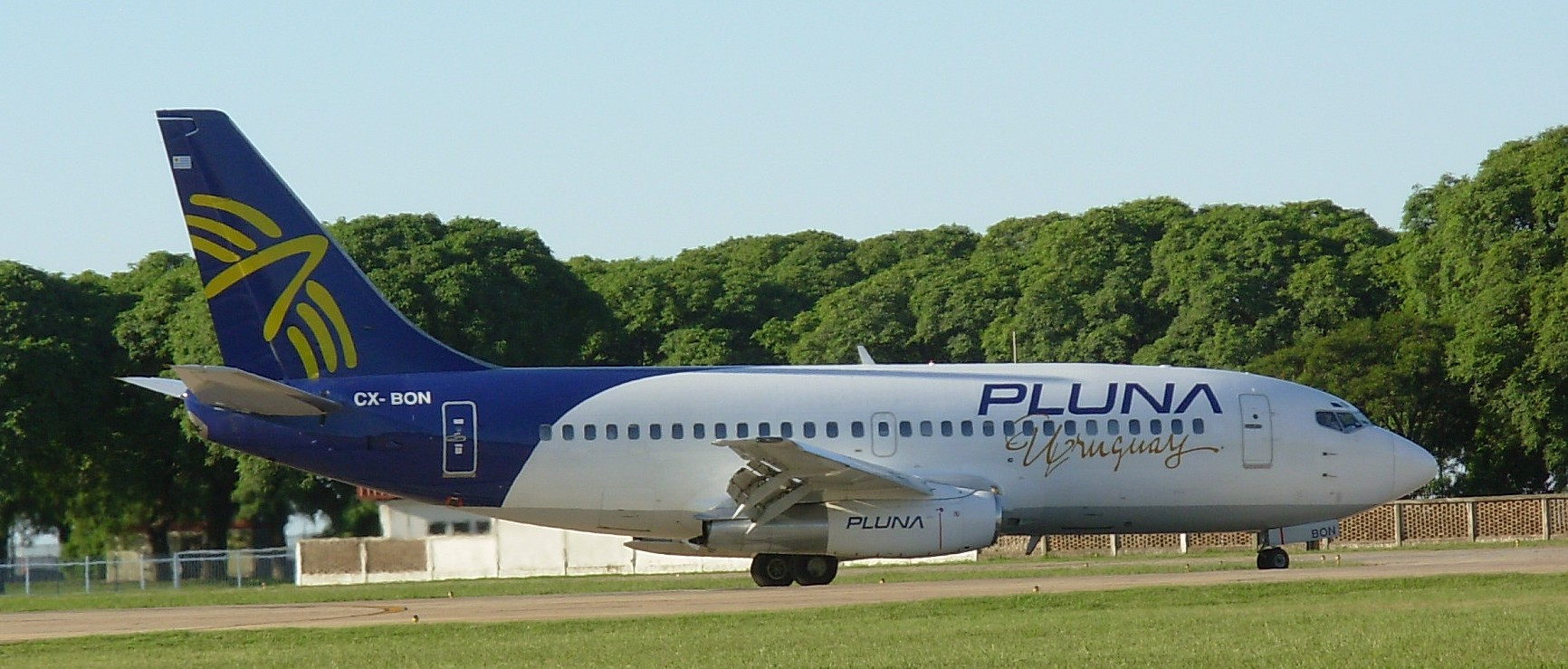
Boeing 737-200 linii "Pluna" na lotnisku Aeroparque Jorge Newbery w Buenos Aires, 2006

PLUNA (Primera Línea Uruguaya de Navegación Aérea) – nieistniejące urugwajskie narodowe linie lotnicze z siedzibą w Montevideo. Obsługuje połączenia z krajami Ameryki Południowej oraz do Hiszpanii. Głównym hubem jest Port lotniczy Montevideo-Carrasco. 6 lipca 2012 roku linia ogłosiła upadłość.

## Historia
Linie utworzono we wrześniu 1936 r., natomiast regularne loty rozpoczęły się 20 listopada tego samego roku. Ich twórcami byli dwaj bracia – Jorge i Alberto Márquez Vaesa. Posiadali oni konieczne środki finansowe oraz techniczne środki, które otrzymali od ówczesnego ambasadora Wielkiej Brytanii w Urugwaju, Sir Eugene Millington-Drake'a. Linie latały najpierw dwoma pięcioosobowymi De Havilland z Montevideo do Salto i Paysandú. Te dwa samoloty były ochrzczone jako  Churrinche i San Alberto. W pierwszym roku działalności linie Pluna obsłużyły 2600 pasażerów, co uznano na tym obszarze za wielki sukces. Przewozili także 20 000 przesyłek pocztowych oraz 70 000 gazet. W latach 40 rozpoczęła się ekspansja PLUNY na polu międzynarodowym. W grudniu 1947 rozpoczęły pierwsze regularne zagraniczne loty, których celem było Porto Alegre w Brazylii. Samoloty startowały z Montevideo oraz Punta del Este. Trasa ta została później przedłużona do São Paulo. Sieć PLUNY obejmowała również połączenia do Santa Cruz w Boliwii oraz argentyńskie miasta: Buenos Aires, Rosario i Córdoba. W 1951 r. linie znacjonalizowano.
W następnych trzech dekadach PLUNA nie rozwijała się już tak szybko, ale weszła w erę samolotów odrzutowych co pozwalało latać do innych miejsc na świecie. Samolotami McDonnell Douglas DC-10 i Boeing 737 obsługiwano połączenia z nowojorskim John F. Kennedy International Airport, a także z Miami na Florydzie.
W latach 80 PLUNA zaczęła latać do Madrytu, Asunción, Rio de Janeiro i Santiago. Zawieszono jednak loty do Stanów Zjednoczonych. Turystyczna perła Urugwaju – Punta del Este była miejscem popularnym wśród turystów, co też PLUNA wykorzystała. W tym czasie otwarto też połączenie z Tel Awiwem w Izraelu.
Lata 90 przyniosły kłopoty finansowe i urugwajski rząd sprzedał 49% brazylijskiemu konsorcjum lotniczemu Varig. Jednakże PLUNA pozostała aktywna, obsługując blisko 200 połączeń tygodniowo. Samoloty startują z portu lotniczego Carrasco w Montevideo.
Właścicielami PLUNY są rząd Urugwaju (48%), Varig (49%), Victor Mesa (2%), pracownicy firmy (1%).
Samoloty linii PLUNA startują z lotnisk w Montevideo, Punta del Este i Maldonado, a latają do: Asuncion, Buenos Aires, Madrytu, Porto Alegre, Rio de Janeiro, Santiago i São Paulo.

## Flota
- 10 Bombardier CRJ 900